# Löhndorfer Darlehnskassenverein
Der Löhndorfer Darlehnskassenverein mit Sitz in Löhndorf, einem heutigen Ortsbezirk von Sinzig im Landkreis Ahrweiler in Rheinland-Pfalz, wurde am 24. Januar 1871 gegründet.
Der Löhndorfer Darlehnskassenverein, der sich in Raiffeisenkasse Löhndorf umbenannte, kam durch verschiedene Fusionen im Laufe des 20. Jahrhunderts zur Volksbank Bad Neuenahr-Ahrweiler, aus der die heutige Volksbank RheinAhrEifel entstand. 